# Biotenside

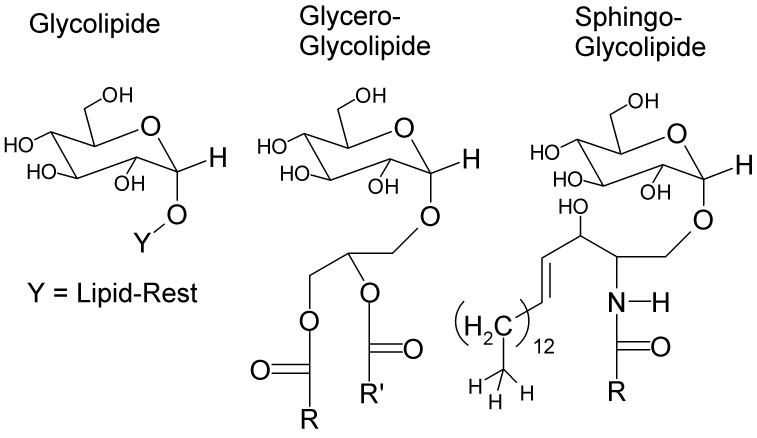
Glycolipide stellen die größte Gruppe der Biotenside dar. Hier dargestellt ist die Struktur der Glycolipide sowie der Untergruppen Glycero- und Sphingo-Glycolipide (als Zucker α-D-Glucopyranose)

Biotenside sind Tensidemoleküle mikrobieller Herkunft, die auf der Basis von Pflanzenöl- und Zuckersubstraten hergestellt werden können. Ebenso wie Tenside nicht-mikrobieller Herkunft sind Biotenside amphiphil, besitzen also sowohl einen hydrophoben als auch einen hydrophilen Molekülteil. Dank dieses amphiphilen Charakters werden sie eingesetzt, um Oberflächenspannungen oder Grenzflächenspannungen herabzusetzen.
Biotenside werden derzeit nur in sehr geringen Mengen produziert und eingesetzt, da sie im Vergleich zu synthetischen Tensiden auf der Basis von Erdöl wirtschaftlich nicht konkurrenzfähig sind. Ihre Kritische Mizellbildungskonzentration (CMC) ist jedoch technisch mit derjenigen konventioneller nichtionischer Tenside vergleichbar.

## Eigenschaften
Oberflächenaktive Substanzen mikrobieller Herkunft können in chemisch unterschiedliche Gruppen eingeteilt werden. Dabei kommt den Glykolipiden, den Lipopeptiden und Lipoaminosäuren, den Lipoproteinen und Lipopolysacchariden sowie den Phospholipiden, Mono- und Diglyceriden und Fettsäuren besondere Bedeutung zu.
Die Glykolipide sind die am weitesten verbreitete Gruppe niedermolekularer Biotenside und können unterteilt werden in:
- Rhamnoselipide
- Sophoroselipide
- Trehalose- und andere mycolsäurehaltige Glycolipide
- Cellobiose- und Mannosylerythritollipide

Der hydrophile „Molekülkopf“ kann sowohl nicht-ionischer als auch ionischer Natur sein. Hierzu gehören sowohl Mono-, Di- und Polysaccharide als auch Carbonsäure-, Aminosäure- und Peptidgruppen. Der hydrophobe „Molekülschwanz“ besteht normalerweise aus ungesättigten, gesättigten oder hydroxylierten Fettsäuren.

## Biotechnologische Herstellung von Biotensiden

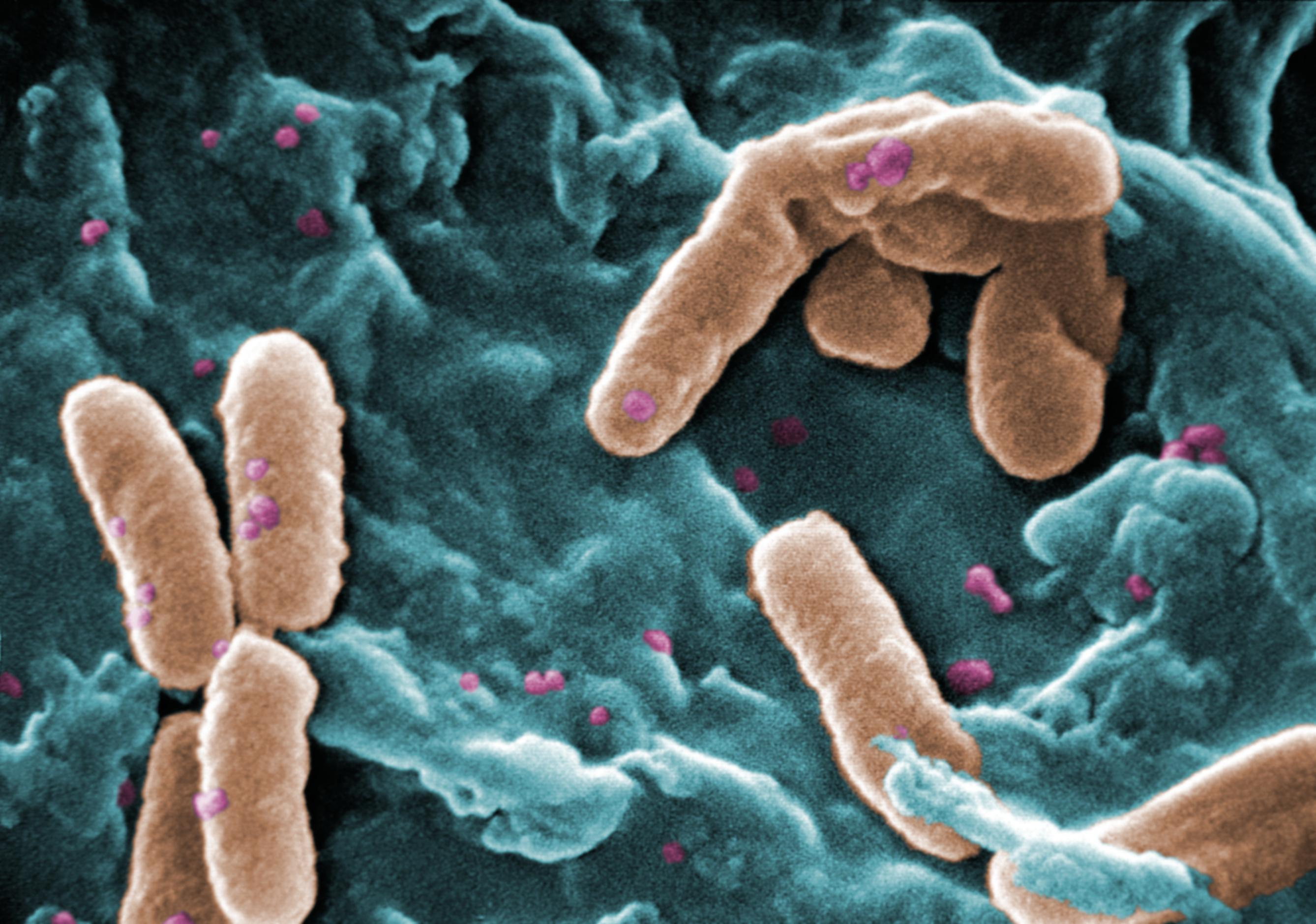
Pseudomonas aeruginosa als Hauptproduzent für Rhamnolipide

Strukturformel eines Rhamnolipids (ohne Angaben zur Stereochemie in der Seitenkette).

Biotenside, die mithilfe von Bakterien oder Pilzen hergestellt werden, sind von großem Interesse für die Industrielle Biotechnologie. Ein Vorteil gegenüber der petrochemischen Herstellung von Tensiden ist, dass Biotenside auf Basis nachwachsender Rohstoffe (z. B. Pflanzenöle, Zucker in Form von Dicksaft oder Melasse) hergestellt werden können. Ein hoher tensidischer Wirkungsgrad und gute biologische Abbaubarkeit sind weitere Gründe, die für die Anwendung von Biotensiden sprechen.
Bereits seit einiger Zeit ist die biotechnologische Herstellung von Biotensiden etabliert, jedoch werden sie aufgrund der hohen Produktionskosten bisher nur in Nischenbereichen eingesetzt. Dabei werden bsp. Rhamnose-Lipide (Rhamnolipid) vor allem von Pseudomonas aeruginosa, Surfactin von Bacillus subtilis, Emulsan von Acinetobacter calcoaceticus und Liposan von Candida lipolytica sowie Sophorose-Lipid (Sophorolipid) von Torulopsis bombicola produziert. Cellobiose-Lipide können in Anwesenheit von Alkanen oder Triglyceriden von dem Maisbeulenbrand (Ustilago maydis) gebildet werden während Corynomycolate und Trehalose-Lipide durch Bakterien der Gattungen Corynebacterium und Arthrobacter produziert werden. Besonders hohe Ausbeuten werden bei der Produktion von Sophorolipiden mit mehr als 400 g/l Suspension erreicht während bei den meisten anderen Biotensiden bis zu 110 mg/l Suspension erreicht werden können.
Die Prozessoptimierung ist ein Schwerpunkt aktueller biotechnologischer Forschung zu Biotensiden. Durch die sehr guten Tensideigenschaften stellt sich vor allem auch das Problem des Schäumens. Zwar existieren gute chemische Antischaummittel (v. a. Silikonöle), diese können jedoch Einfluss auf die Produktqualität nehmen. In der aktuellen Forschung sind deshalb Alternativen im Test, wie etwa die mechanische Schaumzerstörung.
Einige Biotensid-produzierende Organismen wie beispielsweise Pseudomonas aeruginosa, der einzige Produzent signifikanter Rhamnolipidmengen, sind opportunistische Krankheitserreger und werden daher als potenziell gefährliche Mikroorganismen eingestuft. Der Umgang mit ihnen ist an entsprechende technische Maßnahmen gekoppelt und sehr aufwändig, alternative Produzenten befinden sich in der Erforschung. Das Surfactin des Bacillus subtilis besitzt sehr gute Tensideigenschaften, aufgrund seiner haemolytischen Wirkung wird es allerdings nicht angewendet.

## Anwendungspotential von Biotensiden
Die Anwendung von Biotensiden umspannt im Grundlegenden die Anwendungsbereiche chemisch synthetisierter Tenside. Aufgrund der potentiell besseren biologischen Abbaubarkeit der Biotenside können zusätzlich spezielle, umweltrelevante Anwendungsgebiete erschlossen werden, welche nicht für chemisch synthetisierte Tenside möglich sind. Entsprechende Anwendungsbereiche für Biotenside sind bsp. Nutzungen im Bereich der Bioremediation oder Umweltsanierung (z. B. nach größeren Ölkatastrophen Behandlung mit Trehalosedicorynomycolat) und der Tertiären Erdölförderung („Enhanced Oil Recovery“). Die Hauptanwendungen entsprechen allerdings denen synthetischer Tenside in Haushalts- und Reinigungsprodukten, Kosmetik, Medizin, in der Lebensmittelverfahrenstechnik und in der Landwirtschaft und dem Pflanzenschutz, in denen auch Tenside aus der oleochemischen Produktion (direkte chemische Umsetzung von Pflanzenölen) eingesetzt werden.
Vor allem Rhamnolipide finden Anwendungen in Haushaltsreinigern (Henkel, Ecover), Sophorolipide werden vor allem in Japan in Hautcremes eingesetzt.